# Епархия Ноттингема
Епархия Ноттингема (лат. Dioecesis Nottinghamensis) — римско-католический диоцез с центром в городе Ноттингеме графства Ноттингемшир в Англии.

## История
Диоцез основан в 1850 году, один из 13 первоначальных диоцезов, образованных папой Пием IX после восстановления католической иерархической структуры в Англии и Уэльсе. Диоцез входит в провинцию Вестминстера.
Площадь диоцеза составляет 13 074 км² и включает графства: Ноттингемшир, Лестершир, Дербишир, Ратленд и Линкольншир. Диоцез насчитывает 13 деканатов и 112 приходов. Кафедральный собор — собор Святого Варнаввы на North Circus Street в Ноттингеме.
С 2015 года кафедру занимает Патрик Джозеф Маккинни, 10-й епископ Ноттингема, сменивший доминиканца Малькольма Макмаона, которого назначили архиепископом Ливерпуля в 2014 году. Макмаон — первый епископ-доминиканец в Англии с 1470 года.

## Ординарии
- Джозеф Уильям Хендрен (1851—1853)
- Ричард Батлер Роскелл (1853—1874)
- Эдвард Гилпин Багшоу (1874—1901)
- Роберт Бриндл (1901—1915)
- Томас Данн (1916—1931)
- Джон Фрэнсис Макналти (1932—1943)
- Эдвард Эллис (1944—1974)
- Джеймс Джозеф Макгиннесс (1974—2000)
- Малькольм Патрик Макмаон (2000—2014), назначен архиепископом Ливерпуля
- Патрик Джозеф Маккинни (с 2015)